# Gunung Batu Putih
Gunung Batu Putih är ett berg i Indonesien.   Det ligger i provinsen Aceh, i den västra delen av landet, 1 500 km nordväst om huvudstaden Jakarta. Toppen på Gunung Batu Putih är 268 meter över havet.
Terrängen runt Gunung Batu Putih är varierad. Runt Gunung Batu Putih är det ganska glesbefolkat, med 27 invånare per kvadratkilometer. I omgivningarna runt Gunung Batu Putih växer i huvudsak städsegrön lövskog.